# Peter Lauritson
Peter Lauritson (* 25. April 1952 in Ontario) ist ein amerikanischer Film- und Fernsehproduzent sowie gelegentlicher Regisseur, der vor allem für seine Arbeit an der Star-Trek-Franchise bekannt ist.
Lauritson begann seine Karriere bei Paramount Pictures und wurde 1981 Leiter der Postproduktion für Fernsehen. 1986 wurde er in die Entwicklung der Serie Raumschiff Enterprise – Das nächste Jahrhundert eingebunden und stieg bis zum Produzenten auf. Er war auch zweite Unit-Regisseur für die Filme Star Trek: Der erste Kontakt und Star Trek: Der Aufstand.
Weitere Beiträge umfassen Regie von Episoden wie Das zweite Leben, die 1993 den Hugo Award für die beste dramatische Darbietung gewann.
Lauritson war einer der zehn Produzenten, die für den Emmy Award für Outstanding Drama Series für Star Trek: The Next Generation 1994 nominiert wurden. Er wurde auch Supervising Producer für Star Trek: Deep Space Nine, Star Trek: Voyager und Star Trek: Enterprise.